# Teladorsagia
Teladorsagia ist eine Gattung der Fadenwürmer mit 25 Arten, die im Labmagen von Wiederkäuern (Schafe, Ziegen, Hirsche) und Neuweltkamelen parasitieren.

## Merkmale
Teladorsagia hat die Merkmale der Trichostrongylinae. Es handelt sich um schlanke, rötlich-braune Fadenwürmer bei denen die Vulva unbedeckelt ist und der Dorsallappen der Bursa copulatrix symmetrisch ist. Sie ähneln der Gattung Ostertagia. Unterscheidungsmerkmal ist, dass bei Teladorsagia die Bursa vom Typ 2-2-1 ist (Ostertagia 2-1-2). Die vierte Bursarippe ist gleich groß wie die fünfte oder aber auch länger wie bei Ostertagia.

## Systematik
Das Interim Register of Marine and Nonmarine Genera weist den Status der Gattung als ‚unsicher‘ aus und listet folgende Arten:
- Teladorsagia andreevae (Drozdz, 1965)
- Teladorsagia bakuriani Schischkin, 1937
- Teladorsagia boreoarcticus Hoberg, Monsen, Kutz & Blouin, 1999
- Teladorsagia circumcincta Stadelman, 1894
- Teladorsagia dactylospicula (Wu, Yen & Shen, 1965)
- Teladorsagia davtiani Andreeva & Satubaldin, 1954
- Teladorsagia dimorphus (Roetti, 1941)
- Teladorsagia grigoriani Drozdz, 1965
- Teladorsagia hamata (Mönnig, 1832)
- Teladorsagia japonica (Ohbayashi, 1966)
- Teladorsagia kazakhstanica Dikov & Nekipelova, 1962
- Teladorsagia kegeni Satubaldin, 1954
- Teladorsagia kenyensis (Gibbons & Khalil, 1980)
- Teladorsagia panticola (Shaldibin, 1964)
- Teladorsagia peruvianus Guerrero & Chavez, 1967
- Teladorsagia pinnata Daubney, 1933
- Teladorsagia pursglovei (Davidson & Prestwood, 1979)
- Teladorsagia trifurcata Ransom, 1907
- Teladorsagia vietnamica Drozdz, 1965

Synonyme sind Dorsagia Guerrero & Chavez, 1967, Paramecistocirrus Roetti, 1941, Stadelmania Sarwar, 1956 und Stadelmannia Sarwar, 1956.